# Mała Wieś (powiat grójecki)
Mała Wieś – wieś sołecka w Polsce, położona w województwie mazowieckim, w powiecie grójeckim, w gminie Belsk Duży.
W latach 1975–1998 wieś należała administracyjnie do województwa radomskiego.
Przez wieś przebiega DW 725.
Urodził się tutaj Zdzisław Morawski, polski dziennikarz oraz Tadeusz Olszewski, polski poeta, krytyk literacki, dziennikarz i podróżnik.

## Zabytki
- piętrowy klasycystyczny Pałac w Małej Wsi z lat 1783–1786 zbudowany według projektu Hilarego Szpilowskiego dla Bazylego Walickiego[9], wojewody rawskiego. We wnętrzach zachowane polichromie z czasów budowy. W parku mauzoleum Aleksandra Walickiego oraz monumentalna brama.

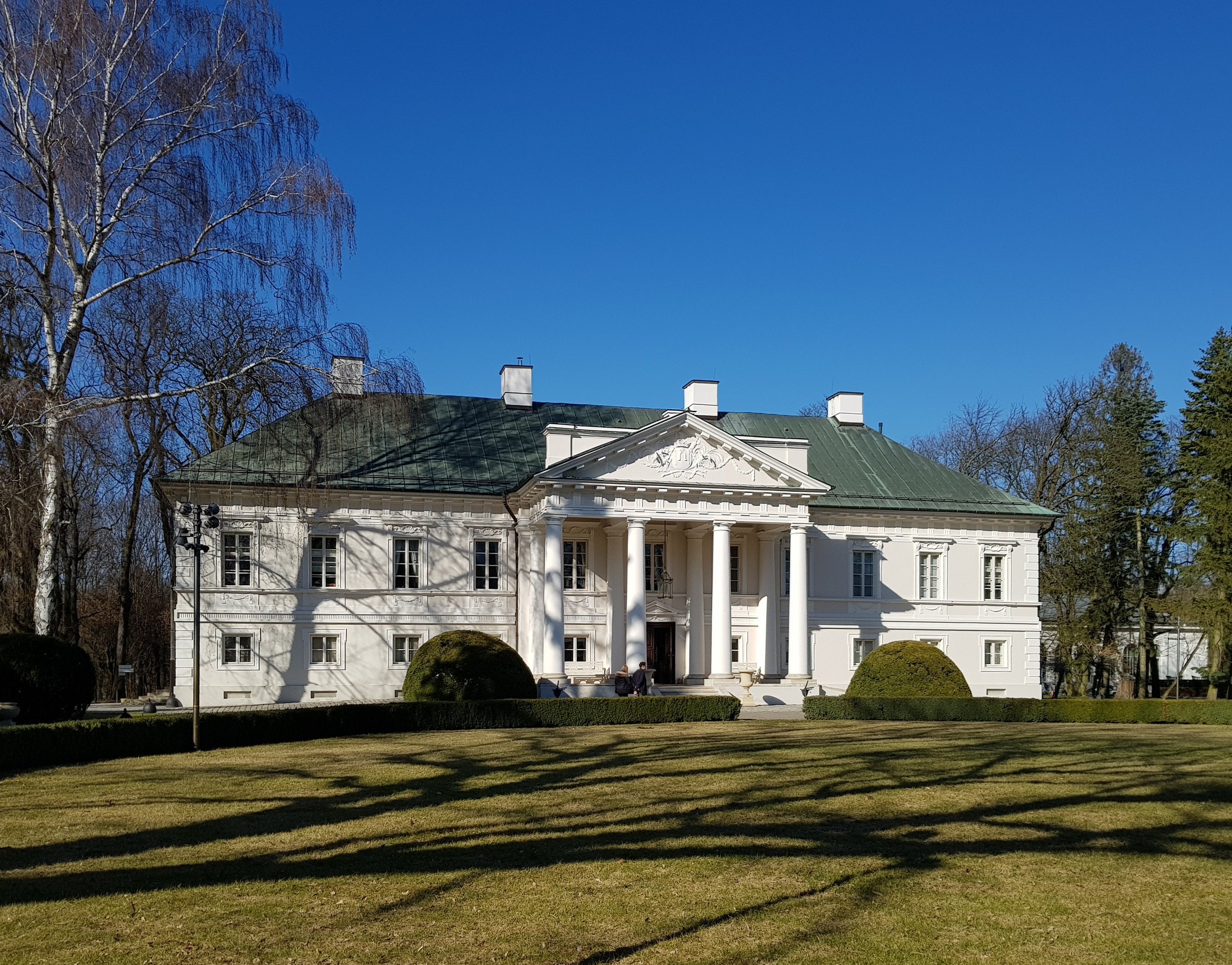
Pałac w Małej Wsi
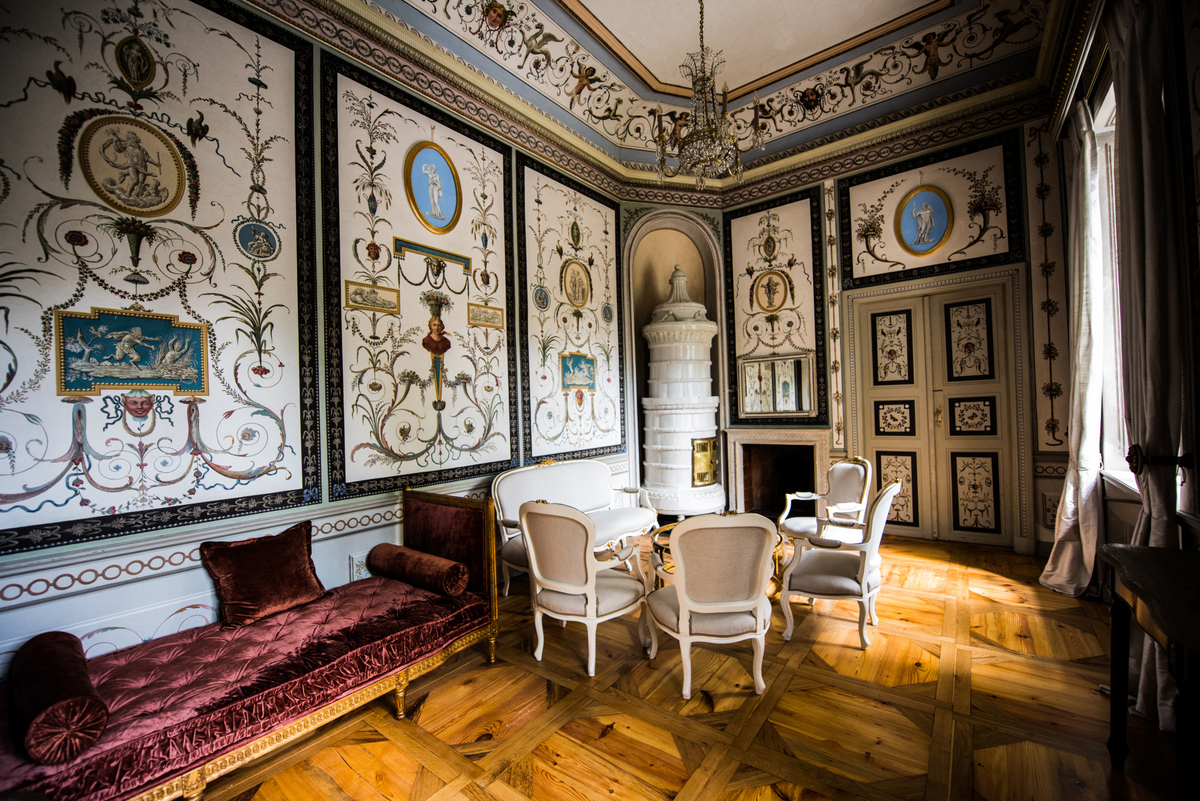
Sala Pompejańska
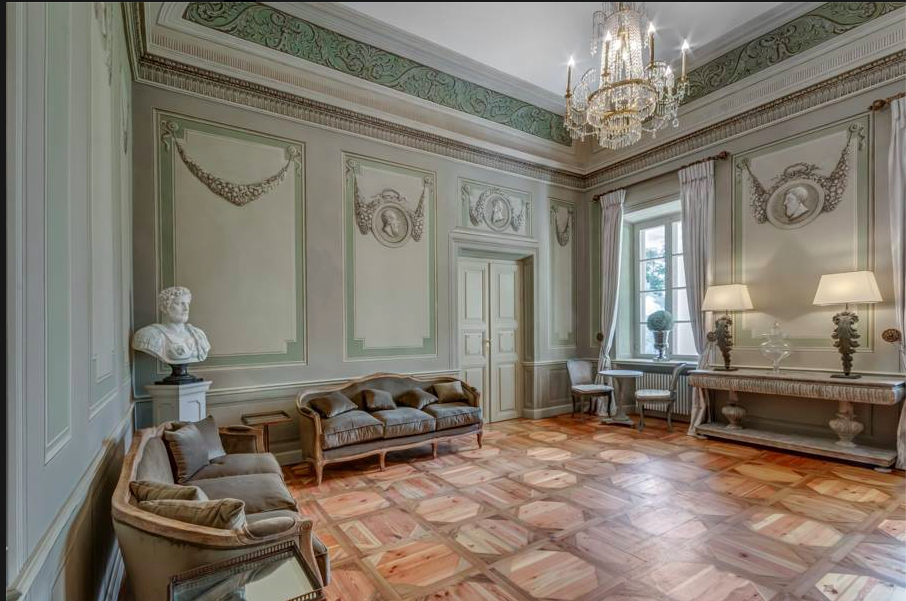
Sala Mędrców
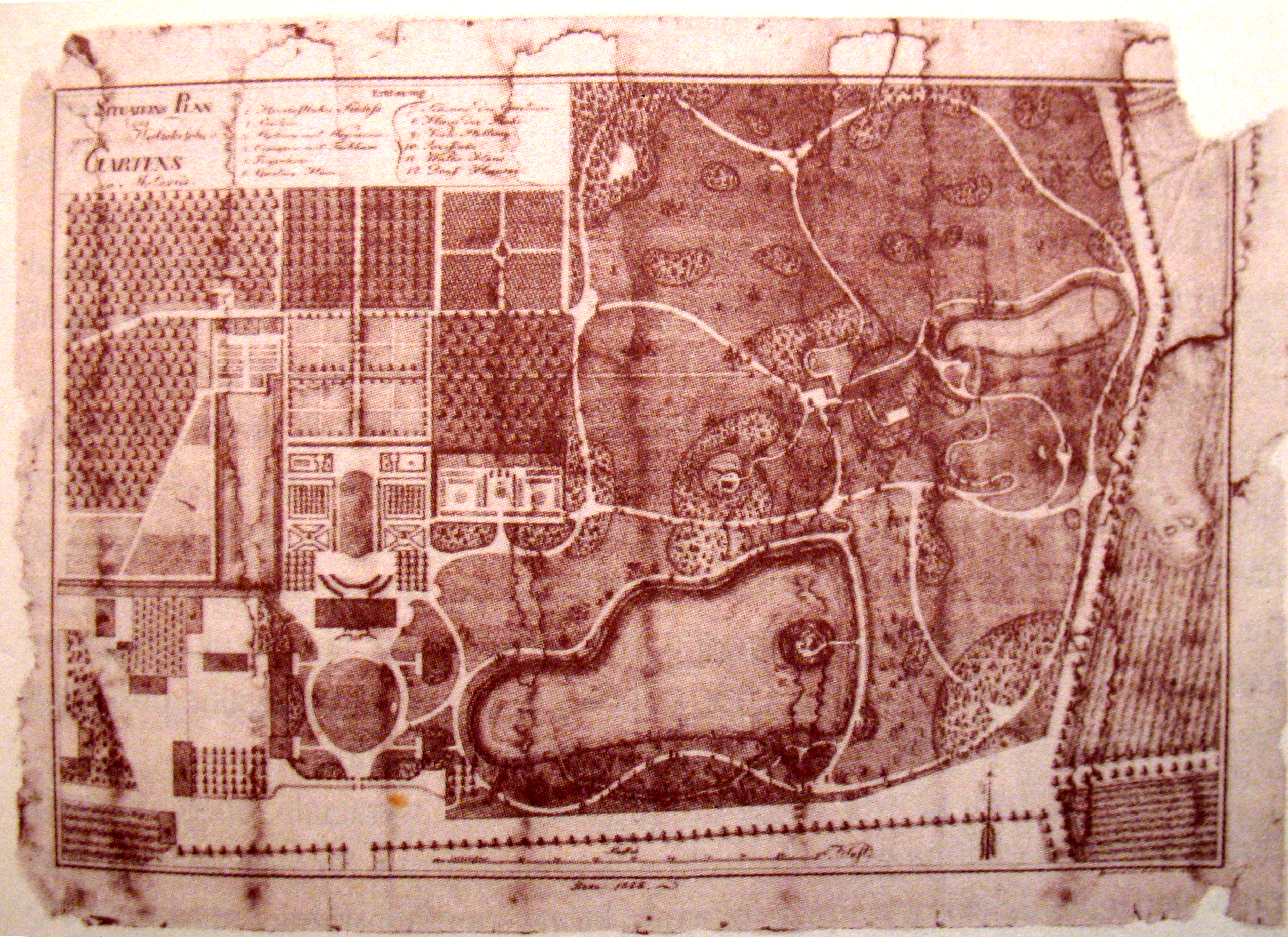
Plan ogrodu z 1829 roku